# Bernardo Ramos

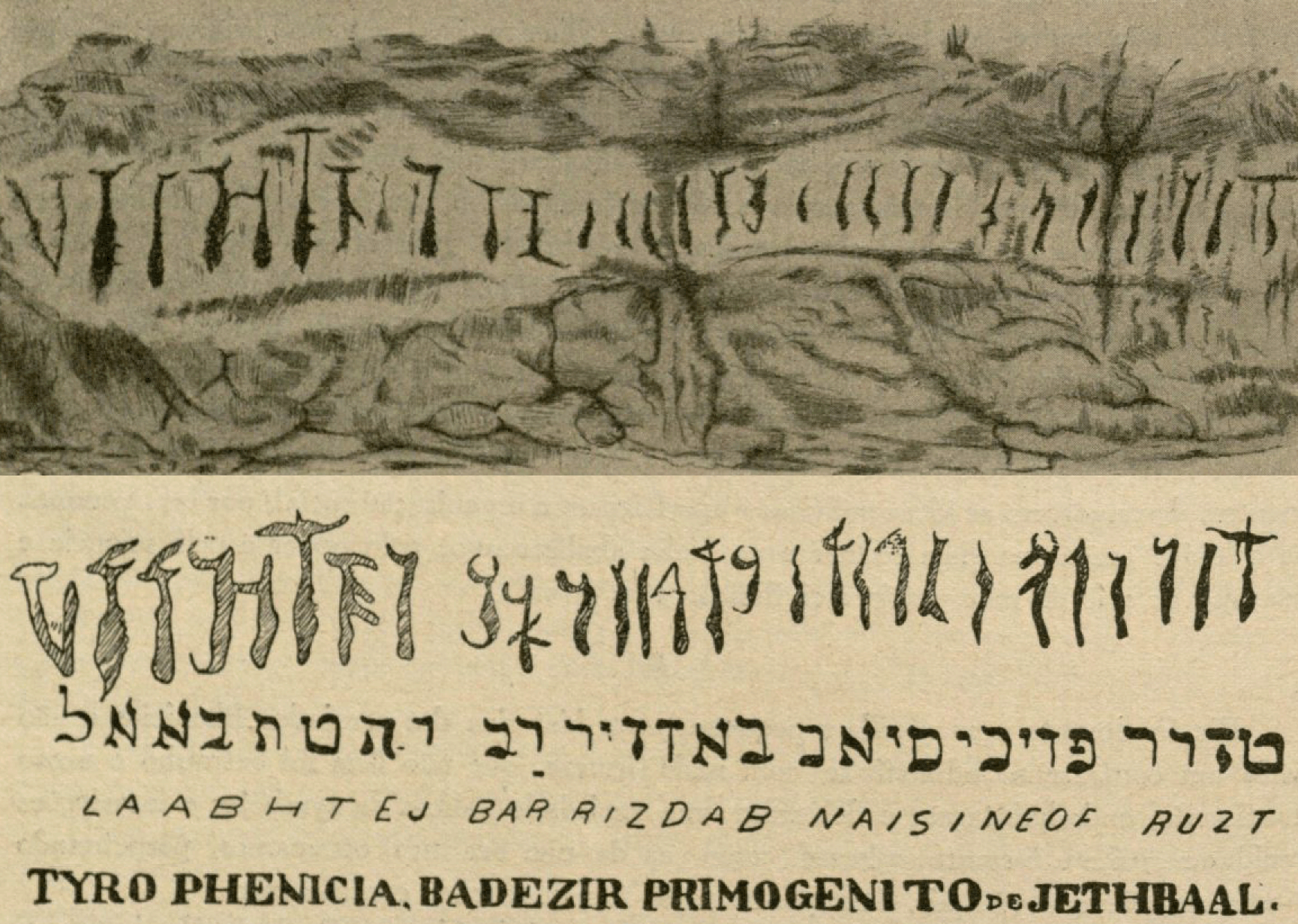
Interpretação de Silva Ramos da inscrição fenícia da Pedra da Gávea, no Rio de Janeiro.

Bernardo de Azevedo da Silva Ramos (Manaus, 13 de novembro de 1858 — Rio de Janeiro, 5 de fevereiro de 1931) foi um arqueólogo, linguista e numismata brasileiro.

## Biografia
Filho de Manoel da Silva Ramos, fundador da imprensa na capital do Amazonas, e de sua esposa, Jesuína Maria de Azevedo da Silva Ramos, perdeu o pai ainda menino, indo trabalhar na agência dos Correios da cidade.
Exerceu diversos cargos públicos a partir dos 21 anos, sendo eleito Intendente Municipal (Vereador). Viajou pela Europa e Oriente Médio, percorrendo a Palestina e o Egito, adquirindo conhecimentos de diversas línguas, entre as quais a língua hebraica, a língua fenícia e o sânscrito, o que lhe permitiu a leitura de diversas moedas.
Comerciante, Bernardo Ramos foi fundador e presidente da Associação dos Proprietários de Manaus. Foi ainda fundador do Instituto Geográfico e Histórico do Amazonas (25 de março de 1917), e um dos fundadores do Clube Republicano do Amazonas.

## Homenagens
Em sua homenagem a antiga Rua de São Vicente, parte do Centro Histórico de Manaus, foi nomeada Bernardo Ramos. Também em seu nome existe o Museu de Numismática Bernardo Ramos no centro daquela capital.

## Obra
A sua obra mais importante é Inscrições e Tradições da América Pré-Histórica, baseando-se na Hístória Antiga, na lingüística e nas decifrações litográficas.